# Nathan Gafuik
Nathan Gafuik (né le 12 juin 1985 à Calgary) est un gymnaste canadien.